# Elpida
Elpida Karagiannopoulou (Ελπίδα Καραγιαννοπούλου), más conocida como Elpida (Ελπίδα; Spercheiada, Ftiótide, 1 de octubre de 1949), es una cantante griega que fue una de las más exitosas en Grecia en las décadas de 1970 y 1980.

## Biografía
Comenzó su carrera musical en 1970, cuando se convirtió en cantante de una orquesta con la que grabó un disco. En 1972, participó en el Festival de Tesalónica con la canción "Den Ton Eida" (Δεν τον είδα, No lo vi). Ese año grabó su primer álbum solista. En 1973, la televisora local ERT la consideró la cantante más popular de su país.
Siguió participando en festivales, como el de Tokio en 1972 y 1974.
En 1975 participó en el XVI Festival Internacional de la Canción de Viña del Mar, Chile, en representación de Grecia, obteniendo la Gaviota de Plata y el primer lugar de la competencia internacional con la canción Pos, pes mou pos (Love Song).
Participó en el Festival de la Canción de Eurovisión en dos oportunidades. La primera, en 1979, en representación de su país natal con la canción Sokrati, terminando en el octavo lugar con 69 puntos. La segunda, en 1986 representando a Chipre con el tema Tora zo, acabando en el último lugar.

## Discografía
- 1972: Den Ton Eida
- 1973: Elpida
- 1975: Koita To Fos
- 1975: Epi Skinis
- 1976: Elpida
- 1978: Borei
- 1979: Sokrati
- 1979: Elpida
- 1979: Ta Oraiotera Tragoudia Mou (compilado)
- 1981: Me Tin Elpida
- 1983: Me Logia Apla
- 1987: Flas
- 1988: 16 Apo Ta Oraiotera Tragoudia (compilado)
- 1989: Ela na Paizoume
- 1990: Tragoudontas Tis Epohes, 10
- 1990: Selida 16
- 1992: To Palio Na Legetai
- 1994: Mes Sti Nihta Hathika
- 1994: "Zileia"/"Kameno Harti" (maxisencillo)
- 1995: To Lathos Kai To Pathos
- 1997: Me Tragoudia Kai Logia ta Oraiotera Mou, 1972-87 (compilado)